# Jean de Sainte-Colombe
Pour les articles homonymes, voir Sainte-Colombe.
Jean (?) de Sainte-Colombe, ou Monsieur de Sainte-Colombe, né vers 1640 et mort vers 1700[réf. nécessaire], est un compositeur et joueur de viole français de la période baroque.
Il est désigné comme « Jean de Sainte-Colombe le père », car il a un fils, dit « Sainte-Colombe le fils » (environ 1660-1720), violiste et compositeur également, dont la trace existe près de Durham en Angleterre.

## Biographie
Peu de détails de sa vie sont connus : en particulier, ni le nom de ses parents, ni ses dates exactes de naissance et de décès. De récentes[Quand ?] recherches ont permis de découvrir qu'il se prénommait Jean (d'autres sources ont identifié un Augustin Dautrecourt, sieur de Sainte-Colombe, mais sans preuve que ce dernier ait été musicien). Il eut comme professeur le théorbiste et violiste Nicolas Hotman. La famille serait originaire du Béarn, sud-ouest de la France. Il existe quelques informations signalant son talent de violiste, notamment grâce à ses élèves, parmi lesquels Le Sieur Danoville (en), Jean Desfontaines, Marin Marais, Pierre Méliton et Jean Rousseau.
Il semble qu'il soit à l'origine de l'ajout d'une septième corde à la basse de viole: ceci selon le susnommé Jean Rousseau, qui signale qu'il maîtrisait l'art de la viole « à la perfection », fait repris dans l'ouvrage de Pascal Quignard, Tous les matins du monde (ainsi que dans le film de même nom) qui montre l'apprentissage de Marin Marais auprès de Sainte-Colombe, et dans lequel celui-ci est présenté comme un homme austère. Il appartenait probablement à la noblesse des environs de Pau, et il est rapporté qu'il donnait chez lui des concerts de viole. Il ne fut pas un musicien de cour.
Avec cent soixante-dix-sept pièces pour viole seule et soixante-sept pour deux violes, Sainte-Colombe se révèle un compositeur prolifique. 
Parmi les compositions qui nous sont parvenues, figurent des Concerts à deux violes esgales (partition découverte par le pianiste Alfred Cortot et retrouvée parmi ses papiers en 1966). Ces compositions procurent une idée de la virtuosité de ce maître.
Son fils, également violiste écrivit un tombeau à la mémoire de son père.

## Doute quant à son identité
Selon le musicologue François-Pierre Goy, il serait en fait impossible que le célèbre violiste ait pu être Jean de Sainte-Colombe. 
En effet, Jean de Sainte-Colombe est mentionné comme mort ("deffunct") en 1680 (1700 : en début de cet article) excluant qu'il ait pu être le professeur de Marin Marais né en 1656. Marin Marais a suivi six mois de cours de basse viole auprès de Sainte Colombe après avoir quitté en 1672, à 16 ans,  le chœur de la paroisse de Saint germain L'Auxerrois.

## Témoignages
- Le Mercure galant de février 1678 nous rapporte que Monsieur de Sainte-Colombe assista à la création d'un opéra (perdu) de Marc Antoine Charpentier
- Jean Rousseau : « De tous ceux qui ont appris à joüer de la Viole de Monsieur HOTMAN, on peut dire que Monsieur de SAINTE COLOMBE a esté son Ecolier par excellence, & que mesme il l'a beaucoup surpassé ; car outre ces beaux coups d'Archet qu'il a appris de Monsieur HOTMAN, c'est de luy en particulier que nous tenons ce beau port de main, qui a donné la dernière perfection à la Viole, a rendu l'execution plus facile & plus dégagée, & à la faveur duquel elle imite tous les plus beaux agréments de la Voix ; qui est l'unique modelle de tous les Instruments : C'est aussi à Monsieur de SAINTE COLOMBE que nous sommes obligez de la septième chorde qu'il a ajoûtée à la Viole, & dont il a par ce moyen augmenté l'estenduë d'une Quarte. C'est luy enfin qui a mis les chordes filées d'argent en usage en France, & qui travaille contiuellement à rechercher tout ce qui est capable d'ajoûter une plus grande perfection à cét Instrument, s'il est possible. On peut aussi ne pas douter que c'est en suivant ses traces que les plus habiles de ce temps se sont perfectionnez, particulièrement Monsieur MARAIS, dont la science & la belle execution le distinguent de tous les autres, et le font admirer avec justice de tous ceux qui l'entendent. Tous ceux enfin qui ont l'avantage de plaire, en ont l'obligation aux principes de Monsieur de SAINTE COLOMBE, & si quelqu'un vouloit chercher la perfection du Jeu de la Viole par d'autres moyens il s'en eloigneroit, en sorte qu'il ne trouveroit jamais. » (Jean Rousseau, Traité de la Viole, 1687)
- Marin Marais publie un Tombeau de M. de Ste Colombe en 1701.
- Évrard Titon du Tillet : « Il est vrai qu’avant Marais Sainte Colombe faisoit quelque bruit pour la viole ; il donnoit même des Concerts chez lui, où deux de ses filles jouoient, l'une du dessus de Viole, et l'autre de la basse, et formoient avec leur père un Concert à trois Violes. Sainte Colombe fut le maître de Marais ; mais, s'étant aperçu au bout de six mois que son Élève pouvoit le surpasser, il lui dit qu'il n'avoit plus rien à lui montrer. Marais qui aimoit passionément la Viole, voulut cependant profiter encore du sçavoir de son Maître, pour se perfectionner dans cet Instrument ; & comme il avoit quelque accès dans sa maison, il prenoit le tems en été que Sainte Colombe étoit dans son jardin enfermé dans un petit cabinet de planches, qu'il avoit pratiqué sur les branches d'un Mûrier, afin d'y jouer plus tranquillement & plus délicieusement de la Viole. Marais se glissoit sous ce cabinet ; il y entendoit son Maître, & profitoit de quelques coups d'Archets particuliers que les Maîtres de l'Art aiment à se conserver ; mais cela ne dura pas longtems, Sainte Colombe s'en étant aperçu & s'étant mis sur ses gardes pour n'estre plus entendu par son Élève : cependant, il lui rendoit toujours justice sur le progrès étonnant qu’il avoit fait sur la Viole ; et étant un jour dans une compagnie où Marais jouoit de la Viole, ayant été interrogé par des personnes de distinction sur ce qu’il pensoit de sa manière de jouer, il leur répondit qu’il y avoit des Élèves qui pouvoient surpasser leur Maître, mais que le jeune Marais n’en trouveroit jamais qui le surpassât » (Évrard Titon du Tillet, Le Parnasse françois, 1732, article « Marin Marais »)

## Postérité

### Personnage de fictions
- 1991 : Tous les matins du monde, roman de Pascal Quignard, éditions Gallimard.
- 1991 : Tous les matins du monde, film d'Alain Corneau, inspiré du roman de même nom, avec Jean-Pierre Marielle dans le rôle de Sainte-Colombe.

### Hommage
- L'astéroïde (17431) Sainte-Colombe a été nommé en son hommage[4].

## Discographie
- Mr. de Sainte Colombe, Solo Bass Viola da Gamba Suites, from the Tournus Manuscript, Jonathan Dunford - Cliquez ici pour écouter
- M. de Sainte Colombe le fils : 5 Suites pour viole seule par Jonathan Dunford (Accord Baroque, Universal - ASIN|B0002TB5UI). Écouter un extrait
- M. de Sainte Colombe : Suites pour viole seule - Concerts à Deux Violes Esgales par l'Ensemble A 2 Violes Esgales (Adès 204912 - ASIN B000004C8Q). Écouter un extrait
- M. de Sainte Colombe le fils : Pièces de viole - Six Suittes & Tombeau (Le Parnasse de la Viole, vol. I) par Jordi Savall (Alia Vox AV 9827 A+B, 2CD)
- Concerts a deux violes esgales du Sieur de Sainte Colombe, Wieland Kuijken - Jordi Savall (Astrée Auvidis E 7729, 1988)
- Concerts a deux violes esgales du Sieur de Sainte Colombe, Tome II, Jordi Savall - Wieland Kuijken (Astrée Auvidis E 8743, 1992).
- Sainte Colombe - Retrouvé & Changé par Hille Perl (Pièces choisie) (DHM / BMG / Deutsche Harmonia Mundi, 1997, ASIN|B000001TZK)
- "Sainte-Colombe - Concerts a deux violes esgales", Susie Napper et Margaret Little  (ATMA ACD 2 2275 volume I concerts I à XVIII, ACD 2 2276 volume II concerts XIX à XXXV, ACD 2 277 volume III concerts XXXVI à L, ACD 2 2278 volume IV concerts LI à LXVII) Seul enregistrement integral des 67 concerts pour deux violes.
- "Hommage à Monsieur de Saint-Colombe", Christine Plubeau, Isabelle Saint-Yves (violes de gambe), Isabelle Sauveur (clavecin) (Bayard Musique, 2018)
- Dialogues Sainte-Colombe/Hersant, pièces pour viole seule du Manuscrit de Tournus, Ronald Martin Alonso ; 1 CD Paraty, 2020.